# Крохмаль, Виктор Васильевич
Виктор Васильевич Крохмаль (род. 24 июля 1947, станица Курчанская, Краснодарский край) — советский, российский партийный и государственный деятель; доктор экономических наук, профессор; Заслуженный экономист Российской Федерации; действительный государственный советник РФ 2-го класса.

## Биография
В 1965—1970 годах работал слесарем-инструментальщиком совхоза-завода «Кубань» (станица Курчанская), затем по август 1973 — вторым секретарём Темрюкского райкома ВЛКСМ. Одновременно в 1972 году окончил Кубанский сельскохозяйственный институт по специальности «инженер-механик», в 1975 — Ростовскую высшую партийную школу.
В последующие годы — на партийных и хозяйственных должностях: инструктор отдела организационно-партийной работы Темрюкского райкома КПСС (1975), секретарь парткома совхоза-завода «Кубань» (1975—1976), директор этого же совхоза-завода (1976—1978), заместитель председателя, исполняющий обязанности председателя исполкома Темрюкского районного Совета народных депутатов (1978—1980), инструктор сельскохозяйственного отдела Краснодарского крайкома КПСС (1980—1983). В 1983—1986 годы — председатель Адыгейского ПО «Сельхозтехника» (Майкоп), в 1986—1988 — первый заместитель председателя агропромышленного комитета Адыгеи по экономическим вопросам.
С января 1988 по ноябрь 1990 года возглавлял Майкопский райком КПСС, одновременно с февраля 1990 по февраль 1992 года — глава администрации Майкопского района.
С февраля 1992 года — заместитель генерального директора департамента экономики и прогнозирования — председатель комитета по лицензированию и квотированию продукции администрации Краснодарского края, с ноября 1992 — президент-генеральный директор объединения «Кубаньхлебпродукт» (Краснодар).
С августа 2000 года — главный федеральный инспектор управления по работе с органами власти субъектов и органами местного самоуправления аппарата полномочного представителя Президента Российской Федерации в Южном федеральном округе (Ростов-на-Дону); с сентября 2000 по июнь 2004 года — заместитель по экономике и финансам полномочного представителя президента Российской Федерации в Южном федеральном округе.
С июня 2004 года — на преподавательской работе: профессор Кубанского аграрного госуниверситета, затем — Института экономики, права и гуманитарных специальностей (Краснодар). Одновременно являлся президентом ООО «СпортИнвест-Юг» (2008—2009), президентом группы компаний «Центр» (строительство жилья и социальных объектов в Краснодар; 2009—2012). Является советником на общественных началах главы администрации Краснодарского края, членом экспертного совета Законодательного собрания края.
Был доверенным лицом В. В. Путина на президентских выборах.
Избирался депутатом Адыгейского областного Совета народных депутатов (1983—1992), депутатом Верховного Совета Республики Адыгея 1-го созыва (1992—1994), депутатом Краснодарского краевого Законодательного собрания 1-го созыва (1994—1998).

### Семья
Отец — Василий Васильевич Крохмаль (? — 1984), участник войны, орденоносец.
Жена — Татьяна Михайловна (в девичестве Горобец);
- дочь — Светлана, врач, кандидат медицинских наук[2];
- сын — Александр, полковник[2], начальник отдела международного сотрудничества следственного департамента МВД России. Уволен в 2013 году.

## Научная деятельность
В 1990 году защитил кандидатскую, в 2004 — докторскую диссертацию. Профессор (1998). Член Учёного диссертационного Совета ВАК Краснодарского института экономики, права и гуманитарных специальностей.
Автор более 80 научных работ, в том числе 2 монографий.

## Награды
- Орден «За заслуги перед Отечеством» III степени
- Орден «За заслуги перед Отечеством» IV степени (2002)[4]
- Орден «Знак Почёта»
- Орден «За заслуги перед казачеством России» 1-4-й степеней[4]
- 10 медалей, в том числе:
  - «За воинскую доблесть» I степени
  - «300 лет Военно-Морскому флоту России»
  - «За боевое содружество»
  - «За таможенное содружество»
  - «Ветеран труда»
- Заслуженный экономист Российской Федерации
- благодарности Президента Российской Федерации — за активное участие в восстановлении конституционного строя в Чеченской Республике
- наградное оружие
- награды парламента Республики Адыгея и ЗСК
- Почётный гражданин Темрюкского района, станицы Курчанской Краснодарского края[4], Майкопского района Республики Адыгея.